# Eclànum
Eclànum o Eclà (en llatí: Aeclanum o Aeculanum, en grec antic: Αἰκούλανον) va ser una ciutat del Sàmnium, al territori dels hirpins, que l'Itinerari d'Antoní situa a la Via Àpia, a 15 milles romanes de Beneventum. També la situen allà Plini el Vell, Claudi Ptolemeu i la Taula de Peutinger.
No se'n fa cap menció durant les guerres dels romans amb els samnites, tot i que sembla que era una de les principals ciutats dels hirpins. Durant la Guerra Social (89 aC) Sul·la la va ocupar i saquejar, cosa que va obligar a la submissió de gairebé totes les ciutats veïnes. Molt poc després va ser restaurada, i les seves noves muralles, portes i torres tenen una inscripció encara existent, que probablement pertany a una data propera i posterior a la Guerra Social. Més tard, una part del seu territori es va repartir entre nous colons, probablement sota Octavi, però va mantenir la condició de municipium, tal com diu Plini el vell i diverses inscripcions, fins molt després. Segurament va ser durant el regnat de Trajà quan va adquirir el rang i el títol de colònia que es troba en inscripcions posteriors.
S'han trobat les restes de la ciutat antiga, una part considerable de les muralles i ruïnes i fonaments de les termes, aqüeductes, temples, un amfiteatre i altres edificis. S'han trobat també monedes, gemmes, bronzes i altres relíquies menors de l'antiguitat. Les inscripcions que s'hi han trobat testimonien la seva esplendor i importància sota l'Imperi Romà. Va ser un lloc important fins al segle vii, quan l'any 662 l'emperador Constant II la va destruir quan feia la guerra amb els longobards. Les seves ruïnes reconstruïdes van formar un nou poble anomenat Quintodecimum, que indicava la seva distància de 15 milles de Beneventum, i que va continuar existint fins al segle xi quan va caure en total decadència, i els pocs habitants que quedaven es van traslladar al castell de Mirabella, aixecat pels normands en un turó veí.